# Firlej (województwo łódzkie)
Firlej – wieś w Polsce położona w województwie łódzkim, w powiecie bełchatowskim, w gminie Szczerców. Miejscowość wchodzi w skład sołectwa Zbyszek.
W latach 1975–1998 miejscowość administracyjnie należała do województwa piotrkowskiego.

## Integralne części wsi
| PRNG  | Nazwa | Rodzaj         |
| ----- | ----- | -------------- |
| 54037 | Klin  | przysiółek wsi |